# 103. poljska artilerijska brigada (ZDA)
103. poljska artilerijska brigada (angleško 103rd Field Artillery Brigade) je bila poljska artilerijska brigada Kopenske vojske Združenih držav Amerike.

## Odlikovanja
- predsedniška omemba enote